# Pygoleptura brevicornis
Pygoleptura brevicornis är en skalbaggsart som först beskrevs av Leconte 1873.  Pygoleptura brevicornis ingår i släktet Pygoleptura och familjen långhorningar. Inga underarter finns listade i Catalogue of Life.